# 2 Coríntios 4
2 Coríntios 4 é o quarto capítulo da Segunda Epístola aos Coríntios, de autoria do Apóstolo Paulo, no Novo Testamento da Bíblia.

## Estrutura
A Tradução Brasileira da Bíblia organiza este capítulo da seguinte maneira:
- 2 Coríntios 4:1-6 - Paulo cumpre o seu ministério com fidelidade
- 2 Coríntios 4:7-15 - O poder de Paulo vem só de Deus
- 2 Coríntios 4:16-18 - O desígnio e efeito das aflições